# Stea pre-secvența principală
O stea în pre-secvența principală este o stea a cărei fază de dezvoltare nu a atins secvența principală. Exemple de astfel de stele: steaua T Tauri sau FU Orionis (care au aproape de 2 ori masa solară) sau steaua Herbig Ae/Be (cca. 2-8 mase solare).
Ele sunt mai rare în univers deoarece majoritatea stelelor se află în secvența principală.